# Anne Riceová
Anne Riceová, nepřechýleně Anne Rice (4. října 1941 New Orleans, Louisiana – 11. prosince 2021), byla americká spisovatelka hororové, fantasy, erotické literatury. Později konvertovala a začala psát knihy s křesťanskou tematikou. Má širokou základnu fanoušků a její knihy patří v USA mezi nejprodávanější. Svými knihami ovlivnila gotické hnutí. Publikovala také několik knih s tematikou sadismu a masochismu.

## Životopis
Narodila se jako druhá dcera katolické irsko-americké rodině. Její rodné jméno bylo Howard Allen O'Brienová. Od prvního dne ve škole si jej změnila na Anne. Její sestra Alice Borchardtová je také horor/fantasy spisovatelka. Anne byla 41 let vdaná za básníka Stana Rice až do jeho smrti v roce 2002. Jejich syn Christopher Rice je romanopisec, dcera Michelle se narodila 21. září 1966 a zemřela na leukémii 5. srpna 1972.
Anne Riceová zemřela 11. prosince 2021 na následky mozkové příhody.

## Knihy
Upíří kroniky:
- Interview s upírem (Interview with the Vampire) (1976) – ISBN 80-7185-041-1 (Paseka, brož.), ISBN 80-85933-04-7, román a scénář k filmu Interview s upírem (Interview with the Vampire: The Vampire Chronicles) (1994)
- Upír Lestat (The Vampire Lestat) (1985) – ISBN 978-80-7459-105-1 (Levné knihy, 2013, brož.)
- (The Queen of the Damned) (1988) – zfilmováno jako Královna prokletých (2002)
- (The Tale of the Body Thief) (1992)
- (Memnoch The Devil) (1995)
- Upír s tváří anděla (The Vampire Armand) (1998) – ISBN 80-7181-634-5 (váz.)
- (Merrick) (2000)
- (Blood and Gold) (2001)
- (Blackwood Farm) (2002)
- (Blood Canticle) (2003)
- Princ Lestat (Prince Lestat) (2014) – ISBN 978-80-7252-603-1 (Práh, 2015)
- (Prince Lestat and the Realms of Atlantis) (2016)
- (Blood Communion: A Tale of Prince Lestat – původně se mělo jmenovat: Blood paradise) (2018)

Nové příběhy o upírech: Další příběhy o upírech nejsou pokračováním, ale odehrávají se ve stejném fiktivním světě
- (Pandora) (1998)
- (Vittorio the Vampire) (1999)

Trilogie čarodějnic rodiny Mayfair – ISBN 80-7185-037-3 (soubor)
- Hodina čarodějnic (The Witching Hour) (1990):
  - I. – ISBN 80-7185-034-9 (1. díl, váz.)
  - II. – ISBN 80-7185-056-X (2. díl, váz.)
  - III. – ISBN 80-7185-170-1 (3. díl, váz.)
- (Lasher) (1993)
- (Taltos) (1994)

Kroniky Vlčího daru:
- Dar vlka (The Wolf Gift) (2012)
- (The Wolves of Mid-Winter) (2013)

Samostatné romány:
- (The Feast of All Saints) (1979) – zfilmováno jako minisérie pod názvem Ztracené ideály (Feast of All Saints) (2001), režisér: Peter Medak.
- (Cry to Heaven) (1982)
- Ramses Prokletý (The Mummy or Ramses the Damned) (1989) – ISBN 80-86096-69-6 (brož.), recenze Archivováno 4. 3. 2016 na Wayback Machine.
- (Servant of the Bones) (1996)
- (Violin) (1997)

Romány o Ježíši Kristu:
- (Christ the Lord: Out of Egypt) (2005)
- (Christ the Lord: The Road to Cana) (2008)
- (Christ the Lord: The Kingdom of Heaven) (v přípravě)
- Mladý Mesiáš (2016)

Krátké fantasy romány:
- (October 4th, 1948)
- (Nicholas and Jean)
- Pán sídla Rampling Gate - v knize Z upířích archivů 1 (The Master of Rampling Gate) ISBN 978-80-87374-20-7

Pod pseudonymem Anne Rampling:
- (Exit to Eden) (1985) – filmové zpracování Útěk do ráje (Exit to Eden) (1994) se velmi odlišuje od literární předlohy
- (Belinda) (1986)

Sleeping Beauty Series - erotická literatura, dříve pod pseudonymem A. N. Roquelaure:
- (The Claiming of Sleeping Beauty) (1983)
- (Beauty's Punishment) (1984)
- (Beauty's Release) (1985)
- (Beauty’s Kingdom) (2015)